# Majipoor (könyvsorozat)
A Majipoor könyvsorozat Robert Silverberg regényeiből és elbeszéléseiből áll, amik helyszíne az elképzelt Majipoor bolygó, ahol az emberek mellett sok más értelmes faj él. Az írások műfaja kisebb mértékben science fiction, nagyobb mértékben fantasy. 
A művek listáját a történet belső időbeli sorrendje szerint adjuk meg. Zárójelben az első megjelenés dátuma van. Vastagítottan a magyarul megjelent címek vannak feltüntetve, dőlt betűvel a regények. 
- „The Book of Changes” (elbeszélés, 2003)
- Sorcerers of Majipoor (1997)
- Lord Prestimion (1999)
- King of Dreams (2000)
- „The Sorcerer's Apprentice” (elbeszélés, 2004)[1]
- Lord Valentine kastélya (Lord Valentine's Castle, 1980); ford. Nemes István; Metropolis Media Group Kft., Bp., 1990 (Griff könyvek)
- Lord Valentine kastélya; ford. Nemes István; 2. átdolg. kiad.; Metropolis Media, Bp., 2009 (Galaktika fantasztikus könyvek)
  - Locus Award győztes, 1981[2]
  - Hugo-díjra jelölve, 1981[2]
- Majipoor krónikái (Majipoor Chronicles, Agberg Ltd., 1981); ford. Juhász Viktor; Metropolis Media, Bp., 2009 (Galaktika fantasztikus könyvek)
- Valentine, Napkirály (Valentine Pontifex, Agberg Ltd., 1983); ford. Nemes István; Metropolis Media, Bp., 2010 (Galaktika fantasztikus könyvek)
- „The Seventh Shrine” (elbeszélés, 1998)
- The Mountains of Majipoor (1995)

|  | Alább a cselekmény részletei következnek! |

A Majipoor a Földnél (amit Vén Föld néven ismernek) nagyobb bolygó, de belső sűrűsége kisebb, így a felszíni gravitáció nagyjából megfelel a földinek. A bolygón valamikor csak egyetlen faj élt, a kis létszámú, alakváltó metamorfok (saját nyelvükön piurivar). Az emberek mintegy 14 ezer éve érkeztek a bolygóra, majd őket évezredek alatt sok más értelmes faj követte: hjortok, szkandárok, liimenek, ghayrogok, vroonok, su-suherisek.
A bolygón lakók évezredek óta békében és jólétben élnek, de a metamorfok nem nyugodtak bele a bolygójuk feletti uralom elvesztésébe. A többi értelmes fajjal szemben ellenségesen viselkednek. Vallásuk befelé fordulóvá tette őket. Először a Napkirályt mozdítják el a hatalomból, később pedig fejlett géntechnológiájuk alkalmazásával különféle pusztító mezőgazdasági járványokat idéznek elő, amik a bolygó nagy részére kiterjednek és tömeges éhínséget okoznak.
A bolygó hatalmi felépítése a következő: a hagyomány szerint visszavonult Pontifex (az előző Napkirály állandó megnevezése, címe) az Alhanroel közepén található, hatalmas, föld alatti Labirintusban él, itt készíti a törvényeket, rendeleteket; örököse, fogadott fia, a Napkirály pedig a Kastély-hegyen uralkodik, mint végrehajtó hivatalnok és miniszterelnök. Ritka alkalmakkor a Napkirály reprezentatív utazást tesz a bolygó jelentősebb városaiban. Ha körutazásra indul, az gyakran évekig tart. A Napkirály anyja az Álom-sziget úrnője (röviden: a Sziget úrnője), aki segítő álmokat küld éjszakánként a bolygó összes lakójának. Az Álmok Királya ezzel szemben a rossz cselekedetek következményeként lidércnyomásos álmokat küld a rosszat cselekvőknek. (az Álmok Királya pozíció a King of Dreams története során jön létre, míg a Valentine Napkirály történetének végén egy ötödik hatalom is színre lép, az alakváltók királya, Piurifayne Danipiurja).
A Majipooron nem létezik olyan település, amit kizárólag egyetlen faj népesítene be - ezt ősi rendeletek tiltják.
A bolygóra időnként érkeznek űrhajók más bolygókról, de az ilyen forgalom elenyésző mértékű, a bolygó valószínűleg holtágnak számít az univerzum kereskedelmében. A bolygón kevés fém található. A civilizáció általános technológiai színvonala alacsony, bár fejlettebb technológiákat is alkalmaznak, de ezek működése a feledés homályába vész. A lakosság jellemzően mezőgazdasági termelésből él. Teherhordásra a távoli múltban genetikailag módosított négylábú állatokat alkalmaznak. Vannak úgynevezett „lebegő”-ik, amik antigravitációs elven működnek, de ezeket jellemzően csak néhány fős személyszállításra használják. 
A Napkirály mindenkori aktuális helyzetét jeladóval tudják követni valós időben. Azonnali kommunikációra is lehetőség van a felső irányításban, ennek hatótávolsága meglehetősen nagy, de nem terjed ki a bolygó egész felszínére. Tévé vagy rádió nem létezik.
A főhős, Valentine képes rá, hogy az anyjától kapott fejpánt segítségével más emberek tudatával kapcsolatba lépjen telepatikus úton. Ehhez időnként meg kell fognia az illető kezét, ekkor jelentős mennyiségű információt, elsősorban képeket tud átadni a másik félnek.
Nem rutinszerűen, de képesek rá, hogy az egyik test tudatát másik testbe vigyék át, ez történik Valentine-nal, amikor nem a saját testében tér magához. Előző testének emlékezete sok helyen töredékes, de sok korábbi emléke az idők folyamán visszatér. Személyisége nem változik meg az átvitel során.
Rutinszerűen alkalmazzák az álomfejtést, ennek során valaki, ha szükségét érzi, felkeres egy álomfejtőt, aki (általában speciális ital elfogyasztása után) kapcsolatba lép a tudatával és segít értelmezni az illető álmát.
|  | Itt a vége a cselekmény részletezésének! |

## Fajok a Majipoor nevű bolygón
A bolygón több értelmes faj él, közülük csak a piurivarok (alakváltók/metamorfok) számítanak bennszülöttnek, akik csupán néhány milliónyian voltak, amikor kb. tizennégyezer évvel ezelőtt az emberi faj ideérkezett. Az emberi fajt több más értelmes faj követte. 
Ősi törvény tiltja, hogy egy területet vagy várost valamely faj kizárólagosan foglaljon el (ez alól csak a piurivarok területe jelent kivételt, de csak azért, mert ott rajtuk kívül más fajok nemigen akarnak élni). Így a legtöbb faj megtalálható a bolygó mindegyik részén. A falvak ez alól kivételt jelentenek a kis lakosságszám miatt. Egyes területeken, például forró vagy nedves éghajlaton egyes fajok nagyobb számban találhatók, míg más fajok nem kedvelik ugyanazt a területet, így bizonyos mértékű szétválás tapasztalható a fajok között. Elenyésző számban egyéb fajok is érkeznek űrhajóval, de ez ritkán fordul elő.

### Emberek
A Majipoor legnagyobb létszámú lakossága. Csak emberek töltenek be kormányzati hivatalokat. Nemesek, gazdag kereskedők, földtulajdonosok, a legnagyobb gazdasági erőt képviselik. Az uralkodó, a Pontifex, az Álmok úrnője, és az Álmok Királya mind ember, és személyzetük túlnyomó része is az. Alkalmanként egy vroon, hjort vagy su-suheris lesz az uralkodó vagy a Pontifex tanácsadója.

### Vroonok
Termetük apró, végtagjaik csont nélküliek, csápszerűek, bőrük fakó, zöldes árnyalatú. Arcuk szögletes, szemük nagy méretű. Sokan közülük varázslók, akik utazók kalauzaként tevékenykednek. Képesek ismeretlen utakat, helyeket felderíteni, akár óriási távolságból is. Néhányuk korlátozott jövőbelátással rendelkezik. Felső végtagjuk érintésével képesek tudatátvitelre.

### Hjortok
Zömök, kétlábú, hatalmas békára emlékeztető lények. Bőrük rücskös, szürkés színű, szemük dülledt. Bürokráciai állást vállalnak, vagy a kiskereskedelemben dolgoznak.

### Szkandárok
Nagy termetű (magasságuk 2,5 méter körüli), erős, négykarú, bozontos, szürke irhájú lények. Szívesen vállalnak teherhordói munkát vagy tengerésznek állnak. Zsonglőrködéssel is foglalkoznak, amit négy karral űzve hihetetlen látványt nyújtanak. A zsonglőrök közül néhányan a történet alakulását is befolyásolják. Makacs és hirtelen haragú természetük van.

### Liimanok
Háromszemű faj. Testük zömök, szürkésfehér bőrrel, mely himlőhelyes benyomást kelt. Alantas, kevés észt igénylő munkákat vállalnak, mint halászat, sült húsok árusítása vagy takarítás. Magasabb funkcióban, akár üzletemberként nincs róluk említés.

### Su-suherisek
Két fejjel rendelkező lények. Testük nyúlánk, szőrtelen, testük csőszerű, válltalan. Nyakuk botszerű, mintegy húsz centire emelkedik ki, itt kétfelé ágazik a két keskeny, orsószerű fej felé. Mindkét fejével képes beszélni, amik tudata közös. Önkéntelenül távolságtartónak és dölyfösnek látszanak az emberek szemében. Néhányan varázslók, vagy a kormányzati munkában magas tisztséget betöltő emberek tanácsadói. Egyesek képesek a jövőbe látni.

### Ghayrogok
Két lábon járó, hüllőszerű megjelenésű, melegvérű emlősök. Pikkelyes bőrük vastag, szürkés színű és csillogó. Villás, vörös nyelvük van, amit gyakran elővillantanak. Hajuk medúzaszerű, fekete, nedvdús szálakból áll, melyek folyamatosan tekergőznek. Szemük általában zöld, pislogásmentes. Szaguk édeskés és fanyar, az emberek számára nem kellemes. Általában nem mutatnak érzelmeket. Érdekesség, hogy hosszú hónapokig nincs szükségük alvásra (ilyenkor nappal és éjjel is egyformán aktívak), majd nagyobb adagot alusznak egyhuzamban. Tojással szaporodnak, amikből sok kis utódjuk kel ki egyszerre, amiket anyjuk nagyszámú emlőiből szoptat.
Nagy számban (de a népesség arányára vonatkozó rendeletet betartva) élnek Dulornban (lásd lejjebb), de a bolygó minden vidékén előfordulnak. Sokan közülük magas állami hivatalt töltenek be.

### Piurivarok (alakváltók/metamorfok)
A Majipoor őslakói. Nagyjából embermagasságúak, kétlábúak, megjelenésük emberszerű, de testük vékonyabb, nyúlánk, anyagtalannak látszik. Bőrük fakósárga vagy zöldes árnyalatú. Arcuk lapos, orruk csak kissé emelkedik ki az arc síkjából. Ajkuk nem látható. Szemük hosszúkás, befelé ferdül, szempillájuk nincs. Beszédük csipogó, ciripelő.
Csontozatuk nem úgy kapcsolódik össze, mint a többi fajé. Izomnyomás hatására elmozdulnak és új szerkezetet formálnak. A bőrük mimikrisejteket tartalmaz, ezzel változtathatják meg a színét és anyagát. Vannak egyéb alkalmazkodó szerveik is. A felnőttek szinte egy pillanat alatt képesek bármely kétlábú lény alakját felvenni. 
Saját területükön kívül csak elenyésző számban élnek, és ott felveszik a legmegfelelőbbnek látszó értelmes faj alakját. Az alakváltó állapot fenntartása koncentrálást igényel tőlük, de hosszabb ideig is folytatható.

### Tengeri sárkányok
A tengeri sárkányok évek vagy talán évtizedek alatt megkerülik a bolygót, folyamatosan nyugatról keletre haladva. Csordákban élnek. Nyaranta a csordák átkelnek a Nagy-óceánon, elhaladnak Naraboltól délre, felmennek Zimroel déli partja mentén Piliplok fel. Ekkor még tilos vadászni őket, mert a csordákban sok a vemhes sárkánytehén. Őszre az ifjak megszületnek, a csordák elérik az Álom-sziget és a Piliplok közötti vizeket, ekkor kezdetét veszi a sárkányvadászat. A Piliplokból induló sárkányhajók a fiatalokat és a véneket egyaránt levadásszák. A túlélők az Álom-szigettől délre elhaladva visszatérnek a forró égövbe, és Alhanroel alatt kelet felé tartanak a Nagy-óceánba.
A tengeri sárkány a legnagyobb élőlény a Majipooron. Az újszülöttek mindössze 1,5-2 méter hosszúak, de életük során folyamatosan növekszenek. A kifejlett egyedek 60-100 méter közöttiek. Élettartamuk ismeretlen, de becslések szerint legalább több száz év lehet. Emlősök, a tojások a testük belsejében kelnek ki, majd egyszerre 10-20 apró sárkány születik, amik elfoglalják a nőstény hasán lévő emlőket.
A bolygó lakói a sárkányok testének minden részét felhasználják. Húsuk sötét és rágós. A sárkányhúst Zimroel keleti partjai közelében, frissen árusítják, szállítási nehézségek miatt távolabbi helyeken nem kapható. A 15 méternél hosszabbak húsa nem ehető, belőlük olajat olvasztanak, amit sokrétűen hasznosítanak, tekintve, hogy a Majipooron kevés a kőolajszármazék. Minden méretű tengeri sárkány csontját felhasználják az építészetben, mert majdnem olyan erős, mint az acél és sokkal könnyebben elérhető.
Csak a Valentine Napkirály kötetben derül ki, hogy a tengeri sárkányok is értelmes lények.

## A Majipoor földrajza
A Majipoor felszínének több mint felét a Nagy-óceán foglalja el. Három kontinens emelkedik rajta: nyugaton Zimroel, keleten Alhanroel (itt található a 30 mérföld magasságba emelkedő Kastély-hegy), köztük az Álom-sziget (egy kevésbé gigászi bolygón kontinensnek neveznék), és délen Suvrael. A három kontinens között a Belső-tenger található. Suvrael éghajlata trópusi, felszínének nagy része sivatagos. A másik két kontinens éghajlata részben mérsékelt, illetve trópusi. Az Álom-sziget déli csücskénél kezdődik a hosszan elnyúló Rodamaunt-szigetcsoport, ami sok apró szigetből áll. A Belső-tenger kiterjedése Kelet-Zimroel és Nyugat-Alhanroel között ötezer mérföld, köztük nagyjából félúton helyezkedik el az Álom-sziget.
A bolygónak két holdja van.

### Alhanroel
Először itt létesültek emberi települések. A legnagyobb létszámban lakott kontinens. Itt találhatók a kormányzás központjai: a Kastélyhegy és a Labirintus. Az itt lakók könnyen felismerhető és jól beazonosítható nyelvjárással beszélnek. A piurivárokat „metamorf” néven emlegetik.

### Zimroel
A kontinenst csak a Majipoor késői történelmében népesítették be. A legkorábbi időkből fennmaradt történetek szerint kezdetben csak a part menti sávban létesültek városok, amik egyben kikötők is voltak. Lord Valentine uralkodása idején már sűrűn lakott, jelentős városokkal rendelkezik. Zimroel területre kisebb, mint Alhanroel, de Lord Valentine utazása a kontinensen keresztül hónapokig tart. A Napkirálynak itt kisebb a befolyása, Ni-Moya város vezetőjének nagyobb a hatalma. A terület inkább nagy városállamok laza szövetsége, mint egységes birodalom. Zimroel szülöttei a piurivárokat „alakváltó” néven emlegetik. A lakosság jellegzetes akcentussal beszél, amit az Alhanroel-beliek kissé lenéznek. 

### Álom-sziget
Nagy, kör alakú sziget a Belső-tengerben, aminek közelében fehér sziklák vannak. Zimroel és Alhanroel között helyezkedik el, nagyjából félúton. Más bolygókon a mérete miatt kontinensnek számítana. „Az álom úrnőjé”-nek otthona, aki általában a Napkirály anyja (vagy a legidősebb női rokona). A sziget különlegessége, hogy több, egyre nagyobb magasságban elhelyezkedő, kör alakú fennsíkkal rendelkezik, amikre csak egy bizonyos gépi berendezés segítségével lehet feljutni.
„Az álom úrnője” küldi a bolygó minden lakójának a neki személyre szóló álmát, amiben tanácsokat ad a felmerült problémák megoldására. Ennek következtében a bolygón ritka a nyíltan megnyilvánuló erőszak (amit más bolygókon természetesnek vesznek).
A bolygó minden tájáról érkeznek ide elhivatott zarándokok, akiknek különféle próbákat kell teljesíteniük, amik elvégzése néha évekig eltart. Ezek sikeres befejezésével juthatnak az egyre magasabb fennsíkokra. Az úrnővel személyesen csak kevés kiválasztott találkozik.

### Suvrael
Délen elhelyezkedő, forró éghajlatú kontinens. Nagy része sivatagos, de nagy területeken legelői vannak, amiken hatalmas csordákban állatokat tartanak. A bolygó jelentős húsellátója. A Barjazid család birtokolja az álomküldő berendezést, amit Lord Prestimion uralkodása idején szereztek meg. Ez óriási hatalmas jelent a számukra. Az „Álmok királya” rémálmokat küld azok számára, akik valami rosszat cselekedtek. A törvényes uralkodó, Lord Valentine tudatának más testbe való áthelyezésében, és így egy vértelen puccsban vettek részt, amiben megfosztották a Napkirályt a hatalmától.

## Fontosabb városok a Majipoor nevű bolygón

### Zimroel földrészen

#### Dulorn
Ghayrog város, kétszáz mérföld hosszan terjeszkedik a Dulorn-medence szívében. Az egyetlen alkalmazott építőanyag a térség természetes köve, a dulornit, egy világos, dérszínű, magas fénytörő-indexű, levegős mészpát, ami úgy csillog, mint a gyémánt. A dulornitból alakították ki hegyes csúcsú, magasra törő építményeiket. Lakosainak száma 14 millió, ezzel azonban még a zimroeli földrészen sem a legnagyobb, bár a majipoori nagyvárosok közé tartozik. Sokan építészeti remekműnek tartják. Nincsenek benne olcsó és igénytelen útszéli fogadók, csak elegáns szállodák, amik tiszta lepedővel és puha ágyneművel vannak ellátva.

#### Khyntor
Északközép-Zimroel legnagyobb városa. Darabos, egyenetlen talajon terül el, melyet tavak, felföldek és sötét erdők szabdalnak. Délnyugati elővárosa Forró Khyntor néven ismert geotermikus csodái miatt: forró gejzírek, egy gőzölgő, rózsaszín tó, és egy-két mérföldnyi átmérőjű, szürke, gumiszerűnek ható gázkráterek jellemzik. Az elővárost a valódi várostól a Zimr, Zimroel legnagyobb folyója választja el. A roppant méretű vizet nyolc-tíz hatalmas híd íveli át. 
A Zimr forrása a várostól 7000 mérfölddel feljebb van, Dulorntól északnyugatra. A folyó délkeleti irányban végigfolyik teljes Felső-Zimroelen, a Belső-tenger kikötővárosa, Piliplok felé. A folyó teljes hosszában hajózható. A szárazföldi kikötők közül Khyntor a legnyugatibb.

#### Ilirivoyne
A metamorfok fővárosa. Különös jellemzője, hogy épületeit vesszőkből és gallyakból fonják, így azok szétszedhetők és könnyen szállíthatók, ezért a városnak nincs pontosan meghatározható, állandó helye. Minden esetben a metamorfoknak kijelölt területen belül található.

#### Ni-moya
Zimroel legnagyobb városa, ami több száz mérföldön át terjeszkedik a Zimr folyó mindkét partján.

#### Piliplok
A földrész keleti partján fekszik, kikötőváros a Zimr folyó torkolatánál. A szkandárok szülőföldje. Sok ezer évvel ezelőtt, tervszerűen épült, egy hatalmas sziklára a Zimr déli partján. Lakosainak száma tizenegy millió fő. A város a kikötőtől sugárirányban terjeszkedik: legbelül a kereskedők élnek, aztán az iparvidékek és a pihenő övezetek következnek, a legkülső szegélyt a lakónegyedek foglalják el. A lakosok harmadrésze szkandár. Élnek itt su-suherisek, akik luxuscikkeket, drágaköveket és minden tartomány legritkább javait árulják. A levegő friss és száraz, a szél rendszerint dél felől fúj és forróságot hoz.

### Alhanroel földrészen

#### Stoien
Kikötőváros a kontinens nyugati partján, a hatalmas Stoienzari-félsziget északi oldalán. A közel tizennégymilliós város több száz mérföldre terjed a nagy hegyfok peremén. Éghajlata trópusi. Területe sík. Legmagasabb pontja alig 6 méterrel emelkedik a tengerszint fölé. Épületei változatos magasságúak, 5 és 50 méter között. Sok épület emelvényre épült. Épületei fehér kövekből épültek. Az összhatást jelentősen befolyásolja a változatos színű és megjelenésű tropikus növényzet. Az összes emelvény tövénél széles koronájú fák nőnek. Húsos indák nyúlnak fel az emelvények falaira. 
A köztereken a híres mozgónövények nyújtanak ijesztő látványt. A néhány száz mérföldre délen vadon növő növények alacsony kőfallal körbekerítve, rendezett csoportokban állnak. A növények fotoszintézissel táplálkoznak, de képesek állandóan mozgó karjaikkal elkapni, lenyelni és csőszerű testükben megemészteni kisebb élőlényeket, amik a közelükben akartak elszaladni. A fáknak nem csak karjaik, hanem testük is folyamatos, hullámzó mozgásban van. Reagálnak a szélre, illatokra, hangokra (gazdájuk hangját megismerik).

#### Treymone
Kikötőváros a kontinens nyugati partján, a Trey-folyó torkolatánál.

#### Labirintus
Szigorú értelemben nem város; a mindenkori Pontifex lakóhelye. Roppant területet foglal el, a föld alatt terjeszkedik, többszintes, ami csigavonalban halad lefelé. Valódi népessége meghatározhatatlan. Maga a Pontifex csak a legalsó szintet foglalja el. A külső terület a kormányzó miniszter birodalma. Itt határozzák meg az adót, népszámlálást végeznek, stb. A kormányzó területek körül kialakult a Labirintus védelmező, külső héja, egy körkörös folyosókból álló útvesztő, ahol zavaros alakok millió laknak: bürokraták, kereskedők, koldusok, írnokok, zsebmetszők és hasonlók. 
A Pontifex valamennyi hivatalnoka álarcot visel.

#### A Kastély-hegy Ötven Városa
Az ötven város nagyjából koncentrikus körökben helyezkedik el a Kastély-hegy csúcsa körül. A legkülső gyűrűben egy tucatnyi van: Poroszka, Perimor, Morvole, Canzilaine, Kelet-Bimbak, Nyugat-Bimbak, Furible, Milymély-Völgy, Normork, Kazkas, Stipool és Dundilmir. Ezek az úgynevezett Lejtő Városok a kézművesipar és a kereskedelem központjai. Közülük a legkisebb Milymély-Völgynek is hétmillió lakosa van. A Lejtő Városokat tíz-tizenkétezer évvel ezelőtt alapították. Belső elrendezésük többnyire archaikus, utcáik túlzsúfoltak és kuszák.
Száz mérfölddel feljebb a Hegyen következik a kilenc Szabad Város gyűrűje: Sikkal, Huyn, Bibiroon, Stee, Felső-Napszegély, Alsó-Napszegély, Kastélyfok, Gimkandale és Vugel. A „Szabad Városok” elnevezés vita tárgya a tudósok körében. A legáltalánosabb magyarázat szerint ez a kilenc város Lord Stiamot uralkodása idején mentesült olyan adóktól, amiket más városokra kiróttak, viszonzásképpen olyan szívességekért, amiket a Napkirálynak tettek.
A Szabad Városok közül a legnagyobb Stee, harmincmillió lakossal, az azonos nevű folyó partján fekszik.
Még magasabban a tizenegy Őrváros következik: Sterinmor, Kowani, Greel, Minimool, Strave, Hoikmar, Erstud Grand, Rennosk, Fa, Alsó-Sigla, Felső-Sigla. Lakosságuk egyenként hét-tizenhárom millió lakos. Mivel a Hegy kerülete ezen a magasságon kisebb, az Őrvárosok közel vannak egymáshoz. Úgy tartják, hogy néhány évszázad múlva összeérnek és folyamatos sávot fognak alkotni a Hegy közepénél.
Ezen a sávon felül található a kilenc Belső Város: Gabell, Chi, Haplior, Khresm, Karkőfok, Bombifale, Guand, Peritole és Tentag. A kilenc Magas Város: Muldemar, Huine, Gossif, Tidias, Alsó-Morpin, Felső-Morpin, Sipermit, Frangior és Halanx.
Valentine Halanx városában született és Sipermitben élt Voriax uralkodása alatt. Felső-Morpin volt a kedvenc nyaralóhelye.
A Kastély felé a legrövidebb út Bibiroon és Felső-Napszegély között vezet.

## Látványosságok
- Piurifayne szökőkút: minden harminc percben kitörő gejzír, melynek magassága eléri a 180-200 métert, ami a kitörés során egyre kisebbedik. A metamorfok számára szent helynek számít, közülük számosan elzarándokolnak ide. Kivégzésekhez is használják.

- Gossamer Galéria: Ni-moya mérföldnyi hosszú, kereskedelmi árkádsora, amit szinte láthatatlan kötelek tartanak a föld fölött.

- Csodakert (Ni-moya): a majipoori fauna legritkább állatai találhatók benne, amiket a civilizáció terjeszkedése a kihalás szélére sodort. Itt nagyjából természetes környezetükben élnek.

- Kristály sugárút (Ni-moya): forgó reflektorokkal megvilágított út.

- Nagy Bazár (Ni-moya): tizenöt négyzetmérföldnyi, labirintusszerű folyosórendszer, ami helyt ad sok ezernyi apró árudának, melyek egybefüggő tetejét szemkápráztatóan sárga szikrázószövet borítja.

- Házfák (Treymone): Rövid, vaskos törzzsel rendelkeznek. Kérgük halványzöld, fényes. A hordószerű fatörzsekből vaskos, lapos ágak emelkednek, amik felfelé és kifelé görbülnek. Az itt lakók a hajlékony ágakból szobákat és folyosókat alakítanak ki, amit az adott helyre erősítenek, ahol a kéreg és kéreg között természetes kapcsolódás jön létre. A fa lágy és édes leveleket hoz, amiket salátaként fogyasztanak. Gyümölcse kékes színű. A fa nedve könnyen megcsapolható, édes, halvány színű nedvet ereszt, amit borként isznak. Egy-egy fa ezer évig vagy még tovább él. Treymone síkságát legalább tízezer fa tölti be, mindegyikben laknak. A fa Majipoor más területein nem él meg, csak Treymone hordalékos síkján.

## Fordítás
- Ez a szócikk részben vagy egészben  a   Majipoor series című angol Wikipédia-szócikk fordításán alapul.  Az eredeti cikk szerkesztőit annak laptörténete sorolja fel. Ez a jelzés csupán a megfogalmazás eredetét és a szerzői jogokat jelzi, nem szolgál a cikkben szereplő információk forrásmegjelöléseként.